# Чемпіонат світу з легкої атлетики 1987
Чемпіонат світу з легкої атлетики 1987 був проведений з 28 серпня по 6 вересня на Олімпійському стадіоні в Римі.

## Призери

### Чоловіки
| Дисципліна                | Золото                                                                                                | Золото     | Срібло | Срібло     | Бронза                                                              | Бронза       |
| ------------------------- | --- | ---------- | --- | ---------- | ------------------------------------------------------------------- | ------------ |
| 100 метрів                | Карл Льюїс США                                                                                        | 9,93 =WR   | Рей Стюарт Ямайка                                                                                          | 10,08      | Лінфорд Крісті Велика Британія                                      | 10,14        |
| 200 метрів                | Келвін Сміт США                                                                                       | 20,16      | Жіль Кенеерве Франція                                                                                      | 20,16      | Джон Реджіс Велика Британія                                         | 20,18        |
| 400 метрів                | Томас Шенлебе Німеччина                                                                               | 44,33 ER   | Інносент Егбуніке Нігерія                                                                                  | 44,56      | Батч Рейнольдс США                                                  | 44,80        |
| 800 метрів                | Біллі Кончеллах Кенія                                                                                 | 1.43,06 CR | Пітер Елліотт Велика Британія                                                                              | 1.43,41    | Жозе Луїс Барбоса Бразилія                                          | 1.43,76      |
| 1500 метрів               | Абді Біле Сомалі                                                                                      | 3.36,80    | Хосе Луїс Гонсалес Іспанія                                                                                 | 3.38,03    | Джим Спайві США                                                     | 3.38,82      |
| 5000 метрів               | Саїд Ауїта Марокко                                                                                    | 13.26,44   | Домінгуш Каштру Португалія                                                                                 | 13.27,59   | Джек Бакнер Велика Британія                                         | 13.27,74     |
| 10000 метрів              | Пол Кіпкоеч Кенія                                                                                     | 27.38,63   | Франческо Панетта Італія                                                                                   | 27.48,98   | Гансєрг Кунце НДР                                                   | 27.50,37     |
| 110 метрів з бар'єрами    | Грег Фостер США                                                                                       | 13,21      | Джон Ріджеон Велика Британія                                                                               | 13,29      | Колін Джексон Велика Британія                                       | 13,38        |
| 400 метрів з бар'єрами    | Едвін Мозес США                                                                                       | 47,46 CR   | Денні Гарріс США                                                                                           | 47,48      | Гаральд Шмід ФРН                                                    | 47,48 ER     |
| 3000 метрів з перешкодами | Франческо Панетта Італія                                                                              | 8.08,57 CR | Гаген Мельцер НДР                                                                                          | 8.10,32    | Вільям ван Дейк Бельгія                                             | 8.12,18      |
| 4×100 метрів              | СШАЛі Мак-Рей Лі Мак-Ніл Гарві Гланс Карл Льюїс Денніс Мітчелл (забіг)                                | 37,90      | СРСРОлександр Євгеньєв Віктор Бризгін Володимир Муравйов Володимир Крилов Андрій Федорів (забіг)           | 38,02 ER   | ЯмайкаДжон Мейр Ендрю Сміт Клайв Райт Рей Стюарт                    | 38,41        |
| 4×400 метрів              | СШАДенні Еверетт Родді Гейлі Антоніо Маккей Батч Рейнольдс Майкл Франкс (забіг) Реймонд П'єрр (забіг) | 2.57,29 CR | Велика БританіяДерек Редмонд Крісс Акабусі Роджер Блек Філіп Браун Тодд Беннетт (забіг) Марк Томас (забіг) | 2.58,86 ER | КубаЛеандро Пеньялвер Агустін Паво Лазаро Мартінес Роберто Ернандес | 2.59,16 NR   |
| Марафон                   | Дуглас Вакіїхурі Кенія                                                                                | 2:11.48    | Гуссейн Ахмед Салах Джибуті                                                                                | 2:12.30    | Джеліндо Бордін Італія                                              | 2:12.40      |
| Ходьба 20 кілометрів      | Мауріціо Дамілано Італія                                                                              | 1:20.45 CR | Йозеф Прибилинець Чехословаччина                                                                           | 1:21.07    | Хосе Марін Іспанія                                                  | 1:21.41      |
| Ходьба 50 кілометрів      | Гартвіґ Ґаудер НДР                                                                                    | 3:40.43 CR | Рональд Вайгель НДР                                                                                        | 3:41.03    | В'ячеслав Іваненко СРСР                                             | 3:44.02      |
| Стрибки у висоту          | Патрік Шеберг Швеція                                                                                  | 2,38 CR    | Геннадій Авдєєнко СРСРІгор Паклін СРСР                                                                     | 2,38 CR    | не вручалась                                                        | не вручалась |
| Стрибки з жердиною        | Сергій Бубка СРСР                                                                                     | 5,85 CR    | Тьєррі Віньєрон Франція                                                                                    | 5,80       | Родіон Гатауллін СРСР                                               | 5,80         |
| Стрибки в довжину         | Карл Льюїс США                                                                                        | 8,67 CR    | Роберт Емміян СРСР                                                                                         | 8,53       | Ларрі Майрікс США                                                   | 8,33         |
| Потрійний стрибок         | Христо Марков Болгарія                                                                                | CR ER      | Майк Конлі США                                                                                             | 17,67      | Олег Сакіркін СРСР                                                  | 17,43        |
| Штовхання ядра            | Вернер Гюнтер Швейцарія                                                                               | 22,23 CR   | Алессандро Андреї Італія                                                                                   | 21,88      | Джон Бреннер США                                                    | 21,75        |
| Метання диска             | Юрген Шульт НДР                                                                                       | 68,74 CR   | Джон Павелл США                                                                                            | 66,22      | Луїс Деліс Куба                                                     | 66,02        |
| Метання молота            | Сергій Литвинов СРСР                                                                                  | 83,06 CR   | Юрій Тамм СРСР                                                                                             | 80,84      | Ральф Габер НДР                                                     | 80,76        |
| Метання списа             | Сеппо Рятю Фінляндія                                                                                  | 83,74 CR   | Віктор Євсюков СРСР                                                                                        | 82,52      | Ян Железний Чехословаччина                                          | 82,20        |
| Десятиборство             | Торстен Фосс НДР                                                                                      | 8680       | Зігфрід Вентц ФРН                                                                                          | 8461       | Павло Тарновецький СРСР                                             | 8375         |

### Жінки
| Дисципліна             | Золото                                                                                 | Золото     | Срібло                                                          | Срібло   | Бронза                                                             | Бронза   |
| ---------------------- | -------------------------------------------------------------------------------------- | ---------- | --------------------------------------------------------------- | -------- | ------------------------------------------------------------------ | -------- |
| 100 метрів             | Зільке Гладіш НДР                                                                      | 10,90 CR   | Гайке Дрекслер НДР                                              | 11,00    | Мерлін Отті Ямайка                                                 | 11,04    |
| 200 метрів             | Зільке Гладіш НДР                                                                      | 21,74 CR   | Флоренс Гріффіт США                                             | 21,96    | Мерлін Отті Ямайка                                                 | 22,06    |
| 400 метрів             | Ольга Бризгіна СРСР                                                                    | 49,38      | Петра Мюллер НДР                                                | 49,94    | Кірстен Еммельманн НДР                                             | 50,20    |
| 800 метрів             | Зігрун Водарс НДР                                                                      | 1.55,26 NR | Крістіне Вахтель НДР                                            | 1.55,32  | Любов Гуріна СРСР                                                  | 1.55,56  |
| 1500 метрів            | Тетяна Самоленко СРСР                                                                  | 3.58,56 CR | Гільдегард Кернер НДР                                           | 3.58,56  | Дойна Мелінте Румунія                                              | 3.59,27  |
| 3000 метрів            | Тетяна Самоленко СРСР                                                                  | 8.38,73    | Марічіка Пуйке Румунія                                          | 8.39,45  | Ульріке Брунс НДР                                                  | 8.40,30  |
| 10000 метрів           | Інгрід Крістіансен Норвегія                                                            | 31.05,85   | Олена Жупієва СРСР                                              | 31.09,40 | Катрін Улльріх НДР                                                 | 31.11,34 |
| 100 метрів з бар'єрами | Гінка Загорчева Болгарія                                                               | 12,34 CR   | Глорія Уйбель НДР                                               | 12,44    | Корнелія Ошкенат НДР                                               | 12,46    |
| 400 метрів з бар'єрами | Сабіне Буш НДР                                                                         | 53,62 CR   | Деббі Флінтофф Австралія                                        | 54,19    | Корнелія Улльріх НДР                                               | 54,31    |
| 4×100 метрів           | СШАЕліс Браун Даян Вільямс Флоренс Гріффіт Пем Маршалл                                 | 41,58 CR   | НДРЗільке Гладіш Корнелія Ошкенат Керстін Берендт Марліс Ґер    | 41,95    | СРСРІрина Слюсар Наталія Помощникова Наталія Герман Ольга Антонова | 42,33    |
| 4×400 метрів           | НДРДагмар Нойбауер Кірстен Еммельманн Петра Мюллер Сабіне Буш Корнелія Улльріх (забіг) | 3.18,63 CR | СРСРАеліта Юрченко Ольга Назарова Марія Пінігіна Ольга Бризгіна | 3.19,50  | СШАДаян Діксон Денін Говард Валері Бріско Ліллі Лезервуд           | 3.21,04  |
| Марафон                | Роза Мота Португалія                                                                   | 2:25.17 CR | Зоя Іванова СРСР                                                | 2:32.38  | Жослін Вільтон Франція                                             | 2:32.53  |
| Ходьба 10 кілометрів   | Ірина Страхова СРСР                                                                    | 44.12 CR   | Керрі Саксбі Австралія                                          | 44.23    | Янь Хун КНР                                                        | 44.42    |
| Стрибки у висоту       | Стефка Костадинова Болгарія                                                            | 2,09 WR    | Тамара Бикова СРСР                                              | 2,04     | Сюзанне Баєр ФРН                                                   | 1,99     |
| Стрибки в довжину      | Джекі Джойнер-Керсі США                                                                | 7,36 CR    | Олена Белевська СРСР                                            | 7,14     | Гайке Дрекслер НДР                                                 | 7,13     |
| Штовхання ядра         | Наталія Лісовська СРСР                                                                 | 21,24 CR   | Катрін Наймке НДР                                               | 21,21    | Інес Мюллер НДР                                                    | 20,76    |
| Метання диска          | Мартіна Гелльманн НДР                                                                  | 71,62 CR   | Діана Ганські НДР                                               | 70,12    | Цветанка Христова Болгарія                                         | 68,82    |
| Метання списа          | Фатіма Вітбред Велика Британія                                                         | 76,64 CR   | Петра Фельке НДР                                                | 71,76    | Беате Петерс ФРН                                                   | 68,82    |
| Семиборство            | Джекі Джойнер-Керсі США                                                                | 7128 CR    | Лариса Нікітіна СРСР                                            | 6564     | Джейн Фредерік США                                                 | 6502     |

## Медальний залік
| Місце                | Країна               | Золото | Срібло | Бронза | Загалом |
| -------------------- | -------------------- | ------ | ------ | ------ | ------- |
| 1                    | НДР                  | 10     | 11     | 10     | 31      |
| 2                    | США                  | 10     | 4      | 6      | 20      |
| 3                    | СРСР                 | 7      | 12     | 6      | 25      |
| 4                    | Болгарія             | 3      | 0      | 1      | 4       |
| 5                    | Кенія                | 3      | 0      | 0      | 3       |
| 6                    | Італія               | 2      | 2      | 1      | 5       |
| 7                    | Велика Британія      | 1      | 3      | 4      | 8       |
| 8                    | Португалія           | 1      | 1      | 0      | 2       |
| 9                    | Марокко              | 1      | 0      | 0      | 1       |
| 9                    | Норвегія             | 1      | 0      | 0      | 1       |
| 9                    | Сомалі               | 1      | 0      | 0      | 1       |
| 9                    | Фінляндія            | 1      | 0      | 0      | 1       |
| 9                    | Швейцарія            | 1      | 0      | 0      | 1       |
| 9                    | Швеція               | 1      | 0      | 0      | 1       |
| 15                   | Франція              | 0      | 2      | 1      | 3       |
| 16                   | Австралія            | 0      | 2      | 0      | 2       |
| 17                   | Ямайка               | 0      | 1      | 3      | 4       |
| 18                   | ФРН                  | 0      | 1      | 2      | 3       |
| 19                   | Румунія              | 0      | 1      | 1      | 2       |
| 19                   | Іспанія              | 0      | 1      | 1      | 2       |
| 19                   | Чехословаччина       | 0      | 1      | 1      | 2       |
| 22                   | Джибуті              | 0      | 1      | 0      | 1       |
| 22                   | Нігерія              | 0      | 1      | 0      | 1       |
| 24                   | Куба                 | 0      | 0      | 2      | 2       |
| 25                   | Бельгія              | 0      | 0      | 1      | 1       |
| 25                   | Бразилія             | 0      | 0      | 1      | 1       |
| 25                   | КНР                  | 0      | 0      | 1      | 1       |
| Загалом (27 збірних) | Загалом (27 збірних) | 43     | 44     | 42     | 129     |